# Spirit Albarn
Spirit Albarn (スピリット＝アルバーン?, Supiritto=Arubān) è un personaggio del manga e dell'anime Soul Eater di Atsushi Ohkubo. È l'arma del sommo Shinigami, nonché falce della morte e il padre della protagonista Maka Albarn.

## Il personaggio
Spirit mostra sempre atteggiamenti diversi, a volte appare sciocco e spensierato, mentre talvolta molto serioso. Il suo più grande difetto è quello di volersi sempre circondare di donne ed è la causa del divorzio dalla moglie e dell'odio della figlia. Tuttavia si dichiara ancora innamorato di lei e si rammarica continuamente dell'accaduto. Per riconquistare l'amore di sua figlia tenta di comportarsi come farebbe una persona ammirevole e allo stesso tempo figo e coraggioso.
Prima di diventare falce della morte, era l'arma del dottor Franken Stein. Grazie a lui è riuscito a divorare le 99 anime umane (uova di kishin nell'anime) e l'anima della strega necessarie alla trasformazione in Death Scythe. Tuttavia scoprì che il professore lo usava come cavia per i suoi esperimenti mentre dormiva e perciò decise di abbandonarlo, diventando così la falce della morte del sommo Shinigami. Quando sua figlia è in pericolo, però, non esita a tornare fra le mani di Stein per salvare Maka dagli attacchi di Crona prima, e di Medusa successivamente.

### Abilità
In forma d'arma, assume l'aspetto di una falce col manico simile ad una croce. È molto potente anche se non dimostra quasi mai qual è la sua vera forza, neanche quando si trova ad affrontare avversari come Crona e Medusa.
Nella modalità difesa, invece, Spirit non estrae alcuna lama, ma si limita ad essere un'arma a forma di croce. Anche se probabilmente è solo un primo stadio di trasformazione e quindi la fase finale è ancora sconosciuta.
Inoltre, anche se non trasformato in arma, Spirit è in grado di far fuoriuscire dal suo corpo più falci contemporaneamente, come visto nello scontro con Crona.